# Athlītikos Omilos Kīfisias 2014-2015
Questa voce raccoglie le informazioni riguardanti l'Athlītikos Omilos Kīfisias nella stagione 2014-2015.

## Organigramma societario
Area direttiva
- Presidente: Iōannīs Kontos

Area tecnica
- Primo allenatore: Kōnstantinos Arseniadīs
- Secondo allenatore Chrīstos Dīmītroulakos

## Rosa
| N° | Nome                      | Ruolo | Data di nascita   | Nazionalità sportiva |
| -- | ------------------------- | ----- | ----------------- | -------------------- |
| 1  | Dīmītrīs Nikolakīs        | P     | 28 gennaio 1980   | Grecia               |
| 2  | Iōnas Chatzīprodropou     | C     | 20 giugno 1979    | Grecia               |
| 3  | Oleh Kovalchuk            | S     | 16 settembre 1986 | Canada               |
| 4  | Dīmītrīs Soultanopoulos   | C     | 3 settembre 1981  | Grecia               |
| 5  | Themīs Kontos             | P     | 22 agosto 1990    | Grecia               |
| 7  | Alvi Sourdi               | S     | 3 agosto 1995     | Grecia               |
| 8  | Giannīs Mantekas          | S     | 3 agosto 1985     | Grecia               |
| 9  | Nikolaos Papaggelopoulos  | C     | 17 novembre 1988  | Grecia               |
| 10 | Mario Ferrera             | S     | 18 gennaio 1987   | Spagna               |
| 11 | Giannīs Roumeliōtakīs     | S     | 25 giugno 1989    | Grecia               |
| 12 | Kōnstantinos Tampouratzīs | L     | 2 settembre 1983  | Grecia               |
| 14 | Giōrgos Kapelas           | L     | 26 settembre 1972 | Grecia               |
| 15 | Christopher Austin        | P     | 9 luglio 1991     | Stati Uniti          |
| 16 | Zoran Jovanović           | O     | 20 maggio 1984    | Serbia               |
| 17 | Petros Kyprianos          | P     | 3 maggio 1990     | Grecia               |
| 17 | Lykourgos Rousīs          | P     | 9 novembre 1988   | Grecia               |
| 18 | Vaggelīs Zpurou           | C     | 22 novembre 1990  | Grecia               |
| -  | Nikos Gavrilī             | P     | 30 maggio 1998    | Grecia               |